# Gauliga Mittelelbe
Die Gauliga Mittelelbe (auch 1. Klasse Mittelelbe) war eine der obersten Fußballligen des Verbandes Mitteldeutscher Ballspiel-Vereine (VMBV). Sie wurde 1905 mit der Aufnahme des Verbandes Magdeburger Ballspiel-Vereine ins Leben gerufen und bestand bis zur Auflösung des VMBV 1933. Der Sieger qualifizierte sich für die Endrunde der mitteldeutschen Fußballmeisterschaft.

## Überblick
Im Sommer 1905 entschloss sich der Verband Magdeburger Ballspiel-Vereine, dem VMBV beizutreten. Zuvor spielte der Verband eine eigene Meisterschaft aus, deren Sieger sich für die Deutsche Fußballmeisterschaft qualifizierte. Die Gauliga Mittelelbe startete mit fünf Teilnehmern. Bis 1913/14 variierte die Anzahl der Mannschaften in der Gauliga zwischen fünf und sieben Mannschaften. Auf Grund des Beginns des Ersten Weltkriegs fand 1914 vorerst kein Spielbetrieb statt. Erst als abzusehen war, dass der Krieg länger andauern würde, wurde der Spielbetrieb fortgeführt. Im Gau Mittelelbe fand Ende 1914 eine Rot-Kreuz-Runde statt. Im Frühjahr 1915 erfolgte die Austragung einer Kriegs-Spielserie. Alle spielfähigen Mannschaften des Gaues (13) wurden in die 1. Klasse versetzt. Die Spiele in dieser Saison wurden allesamt jedoch nicht als Verbands-Meisterschaftsspiele des Gaues Mittelelbe gewertet. Ab der Spielzeit 1915/16 wurde der Spielbetrieb fortgeführt, auch gab es in dieser Saison wieder eine mitteldeutsche Fußballendrunde.
Im Zuge der Spielklassenreform des VMBV 1919 war die Gauliga Mittelelbe nur noch zweitklassig. Mit der Kreisliga Elbe wurde eine neue oberste Spielklasse geschaffen, die neben dem Gau Mittelelbe noch die Gaue Altmark, Anhalt und Harz beinhaltete, jedoch von den Magdeburger Vereinen dominiert wurde. Zur Spielzeit 1923/24 wurden die Kreisligen wieder abgeschafft, fortan war die Gauliga Mittelelbe bis 1933 erneut erstklassig. Im Zuge der Auflösung der Gauliga Elbe/Bode wurden die beiden Staßfurter Vereine 1928 in die Gauliga Mittelelbe aufgenommen und die Anzahl der teilnehmenden Mannschaften auf zwölf erhöht. Es erfolgte dann eine schrittweise Verringerung der Anzahl auf zehn Teilnehmern.
Im Zuge der Gleichschaltung wurde der VMBV und demzufolge auch die Gauliga MIttelelbe, wenige Monate nach der Machtübernahme der Nationalsozialisten im Jahre 1933 aufgelöst. Die besten drei Vereine qualifizierten sich für die neu eingerichtete Gauliga Mitte, die weiteren Vereine wurden in die zweitklassigen Bezirksklassen eingeordnet.
Die Gauliga Mittelelbe wurde von den Magdeburger Vereinen dominiert, nur wenige Mannschaften außerhalb der Stadt konnten sich längerfristig in der obersten Spielklasse halten. Nachdem der Magdeburger FC Viktoria 1896 die ersten vier Gaumeisterschaften gewonnen hatte, folgte FuCC Cricket-Viktoria Magdeburg mit fünf Meistertiteln in Folge. In den 1920ern kamen mit dem FV Fortuna Magdeburg und dem SuS 1898 Magdeburg neue Vereine an die Spitze, während der Magdeburger FC Viktoria zumindest zeitweise etwas zurückfiel.

## Einordnung
Die übermäßige Anzahl an erstklassigen Gauligen innerhalb des VMBVs hatte eine Verwässerung des Spielniveaus verursacht, es gab teilweise zweistellige Ergebnisse in den mitteldeutschen Fußballendrunden. Die Vereine aus der Gauliga Mittelelbe gehörten zu den spielstärkeren Vereinen im Verband, sie konnten in den meisten Fällen die ersten Runden überstehen. Den Gewinn der Mitteldeutschen Fußballmeisterschaft gelang jedoch keinem Verein aus dieser Liga, größter Erfolg war das Erreichen des Finales 1906/07 und 1907/08 jeweils vom Magdeburger FC Viktoria 1896. Nach dem Ersten Weltkrieg konnte noch zweimal das Halbfinale erreicht werden, allerdings gab es auch zweimal das Ausscheiden in der 1. Runde gegen schwächer eingeschätzte Mannschaften (1925/26 und 1931/32).
Auch in der ab 1933 eingeführten Gauliga Mitte konnten die Mannschaften aus der Gauliga Mittelelbe, obwohl anfangs mit drei Startplätzen bedacht, nicht die Meisterschaft und demzufolge die Teilnahme an der deutschen Fußballmeisterschaft erringen.

## Meister der Gauliga Mittelelbe 1905–1933
| Jahr      | Gaumeister Mittelelbe           | Abschneiden mitteldt. Meisterschaft a | Mitteldeutscher Meister       |
| --------- | ------------------------------- | ------------------------------------- | ----------------------------- |
| 1905/06   | Magdeburger FC Viktoria 1896    | Halbfinale (1)                        | VfB Leipzig                   |
| 1906/07   | Magdeburger FC Viktoria 1896    | Finale (2)                            | VfB Leipzig                   |
| 1907/08   | Magdeburger FC Viktoria 1896    | Finale (3)                            | Wacker Leipzig                |
| 1908/09   | Magdeburger FC Viktoria 1896    | Viertelfinale (1)                     | SC Erfurt                     |
| 1909/10   | FuCC Cricket-Viktoria Magdeburg | 1. Zwischenrunde (2)                  | VfB Leipzig                   |
| 1910/11   | FuCC Cricket-Viktoria Magdeburg | Halbfinale (3)                        | VfB Leipzig                   |
| 1911/12   | FuCC Cricket-Viktoria Magdeburg | Viertelfinale (2)                     | SpVgg 1899 Leipzig-Lindenau   |
| 1912/13   | FuCC Cricket-Viktoria Magdeburg | Viertelfinale A (1)                   | VfB Leipzig                   |
| 1913/14   | FuCC Cricket-Viktoria Magdeburg | Viertelfinale (3)                     | SpVgg 1899 Leipzig-Lindenau   |
| 1914/15 b | Magdeburger FC Viktoria 1896 b  | keine mitteldeutsche Endrunde         | keine mitteldeutsche Endrunde |
| 1915/16   | Magdeburger FC Viktoria 1896    | 1. Zwischenrunde (2)                  | FC Eintracht Leipzig          |
| 1916/17   | Magdeburger FC Viktoria 1896    | Zwischenrunde (2)                     | Hallescher FC 1896            |
| 1917/18   | FuCC Cricket-Viktoria Magdeburg | Viertelfinale (2)                     | VfB Leipzig                   |
| 1918/19   | SC Preußen/Wacker Magdeburg     | Viertelfinale (2)                     | Hallescher FC 1896            |
| 1919/20   | Kreisliga Elbe                  | Kreisliga Elbe                        | VfB Leipzig                   |
| 1920/21   | Kreisliga Elbe                  | Kreisliga Elbe                        | FC Wacker Halle               |
| 1921/22   | Kreisliga Elbe                  | Kreisliga Elbe                        | SpVgg 1899 Leipzig-Lindenau   |
| 1922/23   | Kreisliga Elbe                  | Kreisliga Elbe                        | SV Guts Muts Dresden          |
| 1923/24   | FV Fortuna Magdeburg            | Halbfinale (4)                        | SpVgg 1899 Leipzig-Lindenau   |
| 1924/25   | FuCC Cricket-Viktoria Magdeburg | Viertelfinale (3)                     | VfB Leipzig                   |
| 1925/26   | FV Fortuna Magdeburg            | 1. Runde (1)                          | Dresdner SC                   |
| 1926/27   | SuS 1898 Magdeburg              | 1. Zwischenrunde (2)                  | VfB Leipzig                   |
| 1927/28   | FuCC Cricket-Viktoria Magdeburg | 2. Vorrunde (2)                       | FC Wacker Halle               |
| 1928/29   | FuCC Cricket-Viktoria Magdeburg | Viertelfinale (3)                     | Dresdner SC                   |
| 1929/30   | FV Fortuna Magdeburg            | Viertelfinale (3)                     | Dresdner SC                   |
| 1930/31   | FV Fortuna Magdeburg            | Viertelfinale (3)                     | Dresdner SC                   |
| 1931/32   | FV Fortuna Magdeburg            | 1. Vorrunde (1)                       | PSV Chemnitz                  |
| 1932/33   | FV Fortuna Magdeburg            | Halbfinale (4)                        | Dresdner SC                   |

## Rekordmeister
Rekordmeister der Gauliga Mittelelbe ist der FuCC Cricket-Viktoria 1897 Magdeburg, der den Titel neun Mal gewinnen konnten.
|  | Verein                               | Titel | Jahr                                                                            |
|  | ------------------------------------ | ----- | ------------------------------------------------------------------------------- |
|  | FuCC Cricket-Viktoria 1897 Magdeburg | 9     | 1909/10, 1910/11, 1911/12, 1912/13, 1913/14, 1917/18, 1924/25, 1927/28, 1928/29 |
|  | Magdeburger FC Viktoria 1896         | 6     | 1905/06, 1906/07, 1907/08, 1908/09, 1915/16, 1916/17                            |
|  | FV Fortuna Magdeburg                 | 6     | 1923/24, 1925/26, 1929/30, 1930/31, 1931/32, 1932/33                            |
|  | SC Preußen/Wacker Magdeburg          | 1     | 1918/19                                                                         |
|  | SuS 1898 Magdeburg                   | 1     | 1926/27                                                                         |

## Ewige Tabelle
Berücksichtigt sind alle überlieferten Spielzeiten der erstklassigen Gauliga Mittelelbe von 1905 bis 1933. Die Meisterschaft 1914/15 wurde vom Verband nicht anerkannt, daher floss die Abschlusstabelle aus diesem Jahr nicht mit in die ewige Tabelle ein. Die Abschlusstabelle 1918/19 ist aktuell nicht überliefert.
| Pl. | Verein                                       | Jahre | Sp. | S   | U  | N   | T+   | T-  | Diff. | Punkte  | Ø-Pkt. | Titel | Spielzeiten                              |
| --- | -------------------------------------------- | ----- | --- | --- | -- | --- | ---- | --- | ----- | ------- | ------ | ----- | ---------------------------------------- |
| 1.  | FuCC Cricket-Viktoria Magdeburg              | 22    | 306 | 200 | 42 | 64  | 1001 | 437 | +564  | 442:170 | 1,44   | 9     | 1905–1918, 1923–1933                     |
| 2.  | Magdeburger FC Viktoria 1896                 | 22    | 306 | 169 | 44 | 93  | 993  | 541 | +452  | 382:230 | 1,25   | 6     | 1905–1918, 1923–1933                     |
| 3.  | FV Fortuna Magdeburg                         | 10    | 182 | 121 | 28 | 33  | 642  | 311 | +331  | 270:94  | 1,48   | 6     | 1924–1933                                |
| 4.  | Magdeburger SC Preußen                       | 16    | 254 | 116 | 38 | 100 | 572  | 607 | −35   | 270:238 | 1,06   | 1     | 1906–1908, 1913/14, 1915–1918, 1923–1933 |
| 5.  | Magdeburger SC                               | 22    | 303 | 107 | 40 | 156 | 592  | 828 | −236  | 254:352 | 0,84   | 0     | 1905–1918, 1923–1933                     |
| 6.  | SuS 1898 Magdeburg                           | 10    | 182 | 87  | 34 | 61  | 425  | 383 | +42   | 208:156 | 1,14   | 1     | 1924–1933                                |
| 7.  | Magdeburger SC Germana 1898                  | 16    | 212 | 66  | 37 | 109 | 476  | 582 | −106  | 169:255 | 0,8    | 0     | 1905–1914, 1923–1925, 1926–1930, 1932/33 |
| 8.  | FC Preußen Burg                              | 11    | 153 | 43  | 17 | 93  | 276  | 518 | −242  | 103:203 | 0,67   | 0     | 1909–1914, 1923–1929                     |
| 9.  | Feuerwehr SV Magdeburg/ SV Favorit Magdeburg | 6     | 114 | 41  | 20 | 53  | 293  | 324 | −31   | 102:126 | 0,89   | 0     | 1927–1933                                |
| 10. | VfB 1906 Schönebeck                          | 5     | 96  | 38  | 14 | 44  | 248  | 251 | −3    | 90:102  | 0,94   | 0     | 1928–1933                                |
| 11. | SV 09 Staßfurt                               | 4     | 78  | 31  | 14 | 33  | 182  | 200 | −18   | 76:80   | 0,97   | 0     | 1928–1930, 1931–1933                     |
| 12. | VfL Neuhaldensleben                          | 5     | 92  | 20  | 15 | 57  | 161  | 297 | −136  | 55:129  | 0,6    | 0     | 1925–1928, 1929–1931                     |
| 13. | FC Weitstoß Magdeburg                        | 9     | 94  | 24  | 5  | 65  | 153  | 345 | −192  | 53:135  | 0,56   | 0     | 1905–1910, 1913–1918                     |
| 14. | SpVgg Magdeburg                              | 3     | 39  | 19  | 2  | 18  | 73   | 66  | +7    | 40:38   | 1,03   | 0     | 1915–1918                                |
| 15. | MFC Komet 1908 Magdeburg                     | 4     | 57  | 15  | 7  | 35  | 89   | 151 | −62   | 37:77   | 0,65   | 0     | 1915–1918, 1925/26                       |
| 16. | SpVgg Calbe                                  | 2     | 36  | 8   | 11 | 17  | 56   | 96  | −40   | 27:45   | 0,75   | 0     | 1930–1932                                |
| 17. | VfL 1912 Genthin                             | 3     | 52  | 7   | 12 | 33  | 75   | 172 | −97   | 26:78   | 0,5    | 0     | 1924–1927                                |
| 18. | FC Eintracht Magdeburg                       | 2     | 14  | 4   | 1  | 9   | 12   | 48  | −36   | 9:19    | 0,64   | 0     | 1915–1917                                |
| 19. | FC Weitstoß Schönebeck                       | 2     | 14  | 4   | 0  | 10  | 23   | 24  | −1    | 8:20    | 0,57   | 0     | 1915/16, 1917/18                         |
| 20. | SC Nordfront Magdeburg                       | 1     | 16  | 2   | 1  | 13  | 11   | 52  | −41   | 5:27    | 0,31   | 0     | 1923/24                                  |
| 21. | FC Wacker Magdeburg                          | 1     | 10  | 1   | 2  | 7   | 15   | 41  | −26   | 4:16    | 0,4    | 0     | 1911/12                                  |
| 22. | VfB Staßfurt                                 | 1     | 22  | 1   | 0  | 21  | 26   | 120 | −94   | 2:42    | 0,09   | 0     | 1928/29                                  |